# SuperCard
SuperCardは、Mac OS 8およびMac OS 9、Mac OS X〜macOS Mojaveまでで動作する高水準開発環境である。これは、HyperCardから影響を受け、より豊富な言語、完全なGUIツールキット、およびネイティブカラー（HyperCardの場合はAppleまたはサードパーティがアドオンを提供していたのとは対照的に）が含まれている。
SuperCardで使用されるプログラミング言語はSuperTalkと呼ばれ、主にHyperCardの言語であるHyperTalkに基づいている。コア言語に加えて、SuperTalkはAppleScriptなどのOSAベースのスクリプト言語やシェルコマンドを呼び出すことができる。この言語は、いわゆる外部、つまりネイティブルーチンのように見えるコンパイル済みコードのチャンクで拡張できる。
SuperCardを使用して作成されたプログラムは、IDE自体の内部で実行することも、ユーザーが作成したプログラムやリソースをSuperCardが使用する実行エンジンと組み合わせる「スタンドアロン」として実行することもできる。

## 歴史

### 初期の頃
SuperCardはBill Appletonによって最初に作成され、1989年にSilicon Beach Softwareによって公開された。1990年、Silicon BeachはAldus Corporationに買収された。Aldusは、AppleEventsのサポート、グラフィック機能の強化、およびその他のいくつかの改善を施した、バージョン1.6のSuperCardをリリースした。

### 1990年代半ば
1994年2月、サンディエゴのAllegiant TechnologiesがSuperCardを買収した。Allegiantはいくつかのバージョンのソフトウェアをリリースし、1995年のMacUser Editor's Choice for Best New Multimedia-Authoring Applicationに選ばれた。1994年6月にリリースされたSuperCardバージョン1.7には、QuickTimeのサポートやSwitch文など、いくつかの重要な機能強化が含まれた。同年12月、バージョン2.0がリリースされた。これは最初のPowerPCネイティブバージョンで、新しいマシンの以前のバージョンよりもはるかに高速になった。また、このバージョンではStandalone Makerと呼ばれるアプリケーションが導入された。これは、実行可能なSuperCardプロジェクトのリソースフォークを編集する機能にフロントエンドを置いた。SuperCardは常にスタンドアロンの実行可能アプリケーションを作成することができたが、このツールによって初心者ユーザーが参入する上での障壁は下げられた。バージョン2.0と2.5は日本語版としてリリースされた。

### 1990年代後半
その後、フル24ビットカラーのサポートやフィルムストリップ機能の改善などの機能を含むSuperCardのいくつかのバージョンがリリースされた。1996年の初めに、Marionetと呼ばれる新しいコンパニオン製品がリリースされた。このアドオンにより、プロジェクトはローカルネットワークまたはインターネットを介して通信できた。それから20か月後、SuperCardの3番目のバージョンがリリースされた。この新しいバージョンでは、ユーザープロパティをサポートする新しいプロジェクトファイル形式と、まったく新しいプロジェクトエディターが採用された。
Allegiantの目標は、Macintosh製品を革新し続けながら、Windowsランタイム環境（Macで編集、WindowsまたはMacで実行）、そして最終的にはWindowsオーサリング環境を提供することであった。同社はWindowsバージョンのSuperCardを一般に公開するために3つの異なる試みを行った。1つ目は、製品の真の「ポート」（Windowsの編集環境とランタイム環境の両方を含む）であり、時間がかかりすぎて非常に不安定であった。2つ目の試みはSuperCardのほとんどの機能をサポートするランタイムのみの環境を作成することであったが、当時のWindowsへの移植の基礎としてMacintoshソースコードを使用することは不可能であると判断されたため、新しいエンジニアとともにまったく新しいコードをベースとして、ゼロから作成された。このバージョンはより安定していたが、最終的には市場に出ることはなかった（ただし、Roadsterプラグインの基礎を形成することにはなった。下記を参照）。3番目の試みは、これは、QuickTimeベースの環境を提供して、SuperTalk言語を使用してQuicktimeベースの開発およびオーサリングツールを作成することであった 。これは非常に短期間ではあったが、QuickTime Interactive（QTi）に関連するAppleとの対談に基づいたものであった。
最終的に、1996年に同社は「プロジェクト」（スタックのSuperCard版）を実行するために、Roadsterと呼ばれるSuperCardのブラウザプラグインを作成した。RoadsterはSuperCardの機能のサブセットをサポートしていたが、これはWebプラグインであるため、SuperCardコンテンツをWindowsで再生できるのはこれが初めてであった。
1998年5月、Incwell DMGはAllegiantからSuperCardとすべての関連製品を買収した。その後まもなく、バージョン3.5が発表された。1998年10月にようやくリリースされたこのバージョンは、以前のバージョンよりも高速で、QuickTime 3、ドラッグアンドドロップなどをサポートしていた。
1999年にリリースされたバージョン3.6は、日本語バージョンと多くの内部改善をもたらした。

### 21世紀
2002年に、SuperCardは4回目に買収された。今回は、IncWell向けのSuperCardを開発していたSolutions Etceteraが製品を買収し、バージョン4を発表した。この新しいバージョンでは、Mac OS Xのサポート、完全なテーマへの準拠、それに対応する幅広いユーザーインターフェイス要素が導入された。
それ以来、4.8までのバージョンがリリースされ、改善とバグ修正、Appleの新しいIntel-ChipベースのMacのネイティブサポート、IDEの機能強化、拡張数値精度、アンチエイリアス処理された描画グラフィックス、および拡張シェルサポートが提供されている。
SuperCardは、32ビットアプリケーションでありmacOS Catalina以降では動作しないため、Appleシリコン搭載Macには対応しない。